# Sandsallat
Sandsallat (Lactuca tatarica) är en ört i familjen korgblommiga växter.  Den kommer ursprungligen från Östeuropa, Sydösteuropa och Asien, men har invandrat till Tyskland, Österrike och även Gotland på 1900-talet.

## Egenskaper
Sandsallat är en perenn ört. Den är hemikryptofyt och bildar underjordiska utlöpare. Den blir i allmänhet 0,3 till 1 meter hög. Bladen är lansettlika och parflikiga, men smalare nära basen.  
Sandsallat blommar i juli och augusti.  Blomkorgarna består av blommor som är blå eller blå-violetta, ibland även vita. Pollinering sker med hjälp av insekter. Frukterna är flygburna, på samma sätt som maskrossläktet.

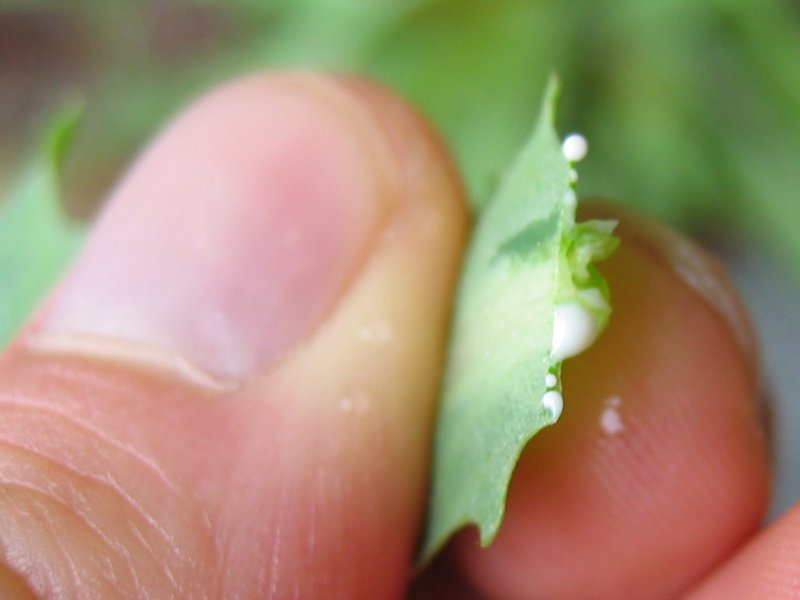
Vit mjölksaft

## Odling
Sandsallat kommer från Östeuropa, Sydösteuropa och Asien.  Till Centraleuropa och i Norden har den invandrat de senaste 100 åren.  I Tyskland har den utbretts så att den räknas som en invasiv art och det förekommer näre kusten till Östersjön och Nordsjön.  I Österrike finns den också, men den är ovanligt och har invandrat på senare tid. Den förekommer bara i lägre höjdzoner. Den växer på strandhedar, dyner, grus, ödetomter och järnvägsinstallationener.
Till Gotland kom Sandsallaten 1928, då den observerades i Närshamn. Numera återfinns den över hela Gotland.

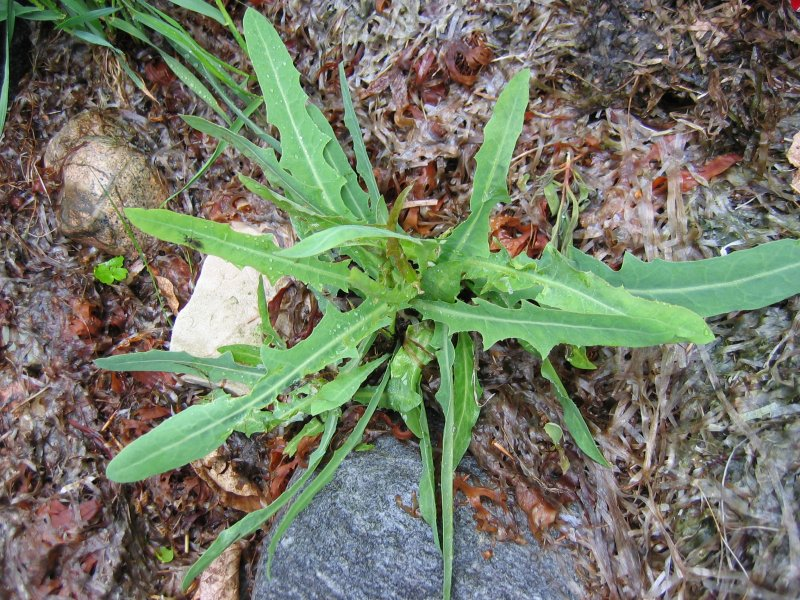